# Duckwalk

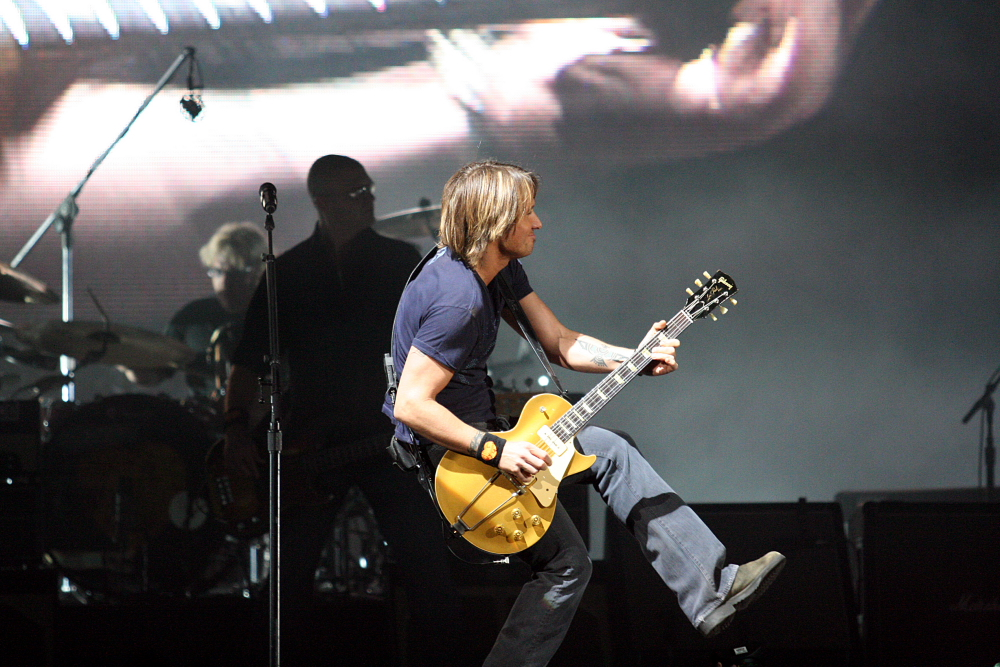
Keith Urban faisant la marche en (ou du) canard.

La duckwalk ou marche en canard est une forme de déplacement sur scène popularisé par Chuck Berry. Chuck Berry l'a exécuté sur scène seul ou avec Bo Diddley. 
Dans le milieu musical, le duckwalk semble avoir été fait dans un premier temps par T-Bone Walker dans les années 1930. Mais l'origine semble être la comédie américaine de 1933, La Soupe au canard (Duck Soup), interprétée par les Marx Brothers. Dans une scène, Harpo imite Groucho — deux des frères Marx — de chaque côté d'une embrasure pour lui faire croire à l'existence d'un miroir en place de l'embrasure. Cette expression corporelle est reprise maintes fois, notamment par Pete Townshend des Who, Dave Grohl des Foo Fighters ou avec un changement[Lequel ?] par Angus Young, guitariste du groupe AC/DC. 
Elle consiste à avancer en sautant sur un pied tout en balançant l'autre d'avant en arrière.